# 葉建春
葉 建春（よう けんしゅん、1965年7月 - ）は、中華人民共和国の官僚・政治家。現職は江西省人民政府省長。

## 経歴
1965年7月、福建省福安専区周寧県で生まれる。1980年、華東水利学院（現在の河海大学）水利水電建築工程学科に入学した。1984年を卒業。1985年12月に中国共産党入党。
1984年8月に上海堪測設計研究院へ入院した。以後、党委員会弁公室副主任、経営処副処長、計画経営処処長、院長補佐兼経営開発処処長、副院長、院長を歴任した。
2005年6月、水利部太湖流域管理局局長、党組書記に就任。2016年6月、同部財務司司長に就任。2017年2月、水利部副部長兼党組成員に就任。同年7月、国家防汛抗旱総指揮部秘書長を兼務。2018年3月には応急管理部副部長兼党組成員を兼任する。
2021年2月、党務に転じて江西省に赴任し、江西省党委員会副書記に就任した。10月、江西省人民政府党組書記に就任。10月21日、江西省人民政府省長代行に任命。